# Victoria's Secret Fashion Show 2014
El desfile de Victoria's Secret de 2014 se celebró en Londres, Reino Unido, en el Centro de Exhibiciones Earls Court. El show fue grabado el 2 de diciembre y emitido el día 9 de ese mismo mes en la cadena norteamericana CBS.

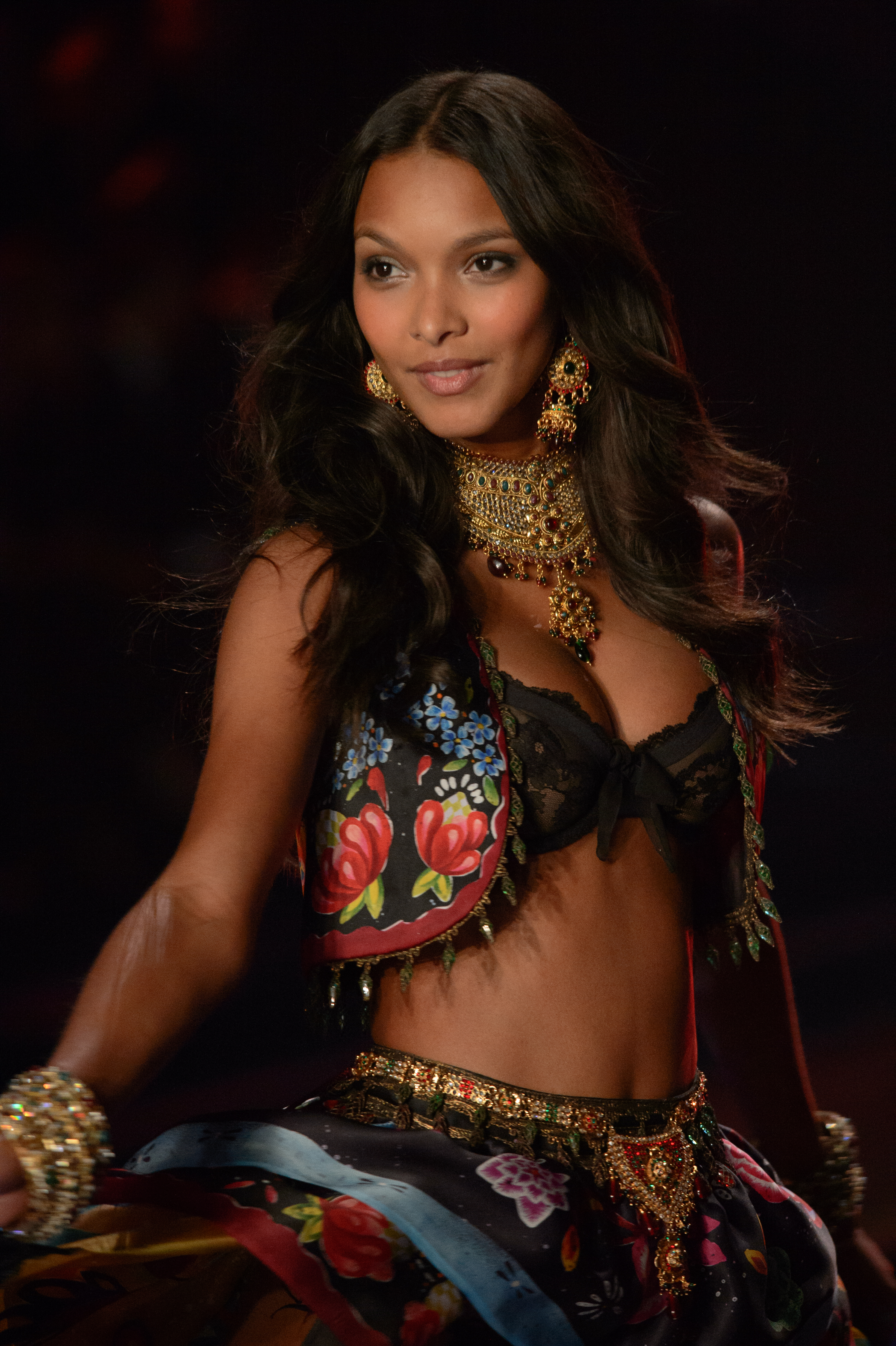
Lais Ribeiro en el desfile de Victoria's Secret de 2014

Ese año el show contó con las actuaciones de Taylor Swift, Ed Sheeran, Ariana Grande y Hozier.
Entre las 47 modelos que participaron en el desfile se encontraban los actuales ángeles de Victoria's Secret Adriana Lima, Alessandra Ambrosio, Doutzen Kroes, Behati Prinsloo, Candice Swanepoel, Lindsay Ellingson, Lily Aldridge, Karlie Kloss y Elsa Hosk.
Por primera vez se presentaron no uno, si no dos Fantasy Bras. Las modelos brasileñas Alessandra Ambrosio y Adriana Lima fueron las encargadas de lucir el Dream Angels Fantasy Bras, valorados en dos millones de dólares cada uno.

## Segmentos del desfile

### Segmento 1: Gilded Angels
| Artista          | Canción               | Notas   |
| ---------------- | --------------------- | ------- |
| Afrika Bambaataa | Just Get Up and Dance | Remix   |
| Bob Seger        | Hollywood Nights      | Grabado |
| T.Rex            | Get it on             | Grabado |
| Transvision Vamp | I Want your Love      | Grabado |

| Modelos             | Modelos        | Modelos                         | Modelos              |
| Nombre              | Nacionalidad   | Años en VS                      | Notas                |
| ------------------- | -------------- | ------------------------------- | -------------------- |
| Behati Prinsloo     | Namibia        | 2007-2015, 2018-presente        | Ángel                |
| Karlie Kloss        | Estados Unidos | 2011-2014; 2017                 | Ángel                |
| Candice Swanepoel   | Sudáfrica      | 2007-2015; 2017-presente        | Ángel                |
| Lily Aldridge       | Estados Unidos | 2009-2017                       | Ángel                |
| Lily Donaldson      | Reino Unido    | 2010-2016                       |                      |
| Cindy Bruna         | Francia        | 2013-presente                   |                      |
| Sui He              | China          | 2011-presente                   |                      |
| Doutzen Kroes       | Países Bajos   | 2005-2006; 2008-2009; 2011-2014 | Ángel Último Desfile |
| Constance Jablonski | Francia        | 2010-2015                       |                      |
| Devon Windsor       | Estados Unidos | 2013-presente                   |                      |
| Lindsay Ellingson   | Estados Unidos | 2007-2014                       | Ángel                |

### Segmento 2: Dream Girls
| Artista      | Canción     | Notas                |
| ------------ | ----------- | -------------------- |
| Taylor Swift | Blank Space | Actuación en directo |

| Modelos              | Modelos        | Modelos                         | Modelos        |
| Nombre               | Nacionalidad   | Años en VS                      | Notas          |
| -------------------- | -------------- | ------------------------------- | -------------- |
| Lily Aldridge        | Estados Unidos | 2009-2017                       | Ángel          |
| Sara Sampaio         | Portugal       | 2013-presente                   |                |
| Maria Borges         | Angola         | 2013-2017                       |                |
| Romee Strijd         | Países Bajos   | 2014-presente                   | Primer desfile |
| Stella Maxwell       | Bélgica        | 2014-presente                   | Primer desfile |
| Magdalena Frackowiak | Polonia        | 2010; 2012-2015                 |                |
| Martha Hunt          | Estados Unidos | 2013-presente                   |                |
| Irina Sharipova      | Rusia          | 2014                            | Primer desfile |
| Kasia Struss         | Polonia        | 2013-2014                       |                |
| Sigrid Agren         | Francia        | 2013-2014                       |                |
| Blanca Padilla       | España         | 2014, 2017                      | Primer desfile |
| Doutzen Kroes        | Países Bajos   | 2005-2006; 2008-2009; 2011-2014 | Ángel          |
| Karlie Kloss         | Estados Unidos | 2011-2014; 2017                 | Ángel          |

### Segmento 3: Exotic traveler

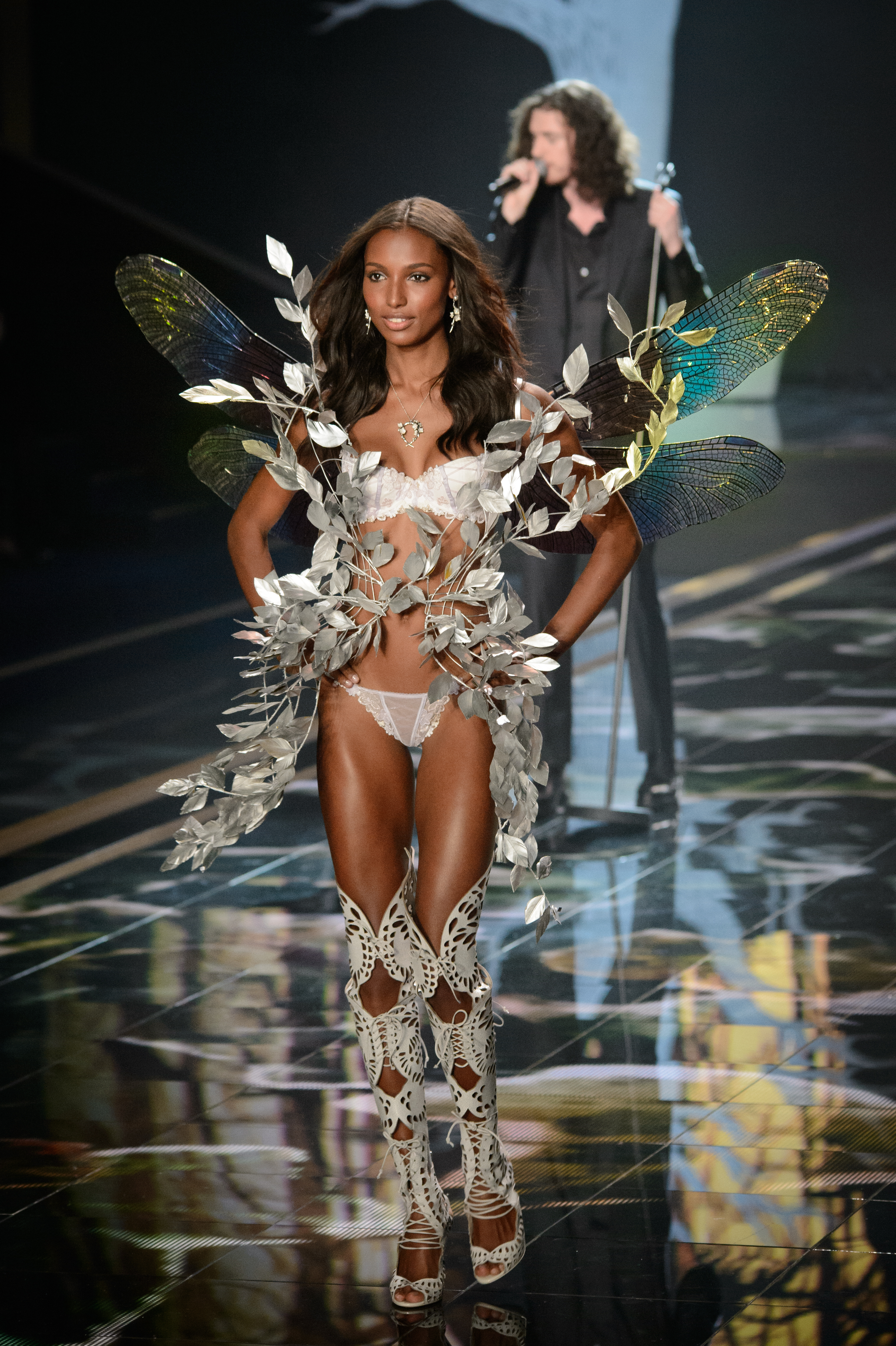
Jasmine Tookes en el desfile de Victoria's Secret de 2014

| Artista    | Canción           | Notas                |
| ---------- | ----------------- | -------------------- |
| Ed Sheeran | Thinking Out Loud | Actuación en directo |

| Modelos             | Modelos        | Modelos                           | Modelos                                   |
| Nombre              | Nacionalidad   | Años en VS                        | Notas                                     |
| ------------------- | -------------- | --------------------------------- | ----------------------------------------- |
| Alessandra Ambrosio | Brasil         | 2000-2017                         | Ángel Luciendo el Dream Angel Fantasy Bra |
| Adriana Lima        | Brasil         | 1999-2008; 2010-2018              | Ángel Luciendo el Dream Angel Fantasy Bra |
| Kate Grigorieva     | Rusia          | 2014-2016                         | Primer desfile                            |
| Isabeli Fontana     | Brasil         | 2003; 2005; 2007-2010; 2012; 2014 |                                           |
| Izabel Goulart      | Brasil         | 2005-2016                         | Ex-ángel                                  |
| Jourdan Dunn        | Reino Unido    | 2012-2014                         |                                           |
| Enikõ Mihalik       | Hungría        | 2009; 2014                        |                                           |
| Kelly Gale          | Suecia         | 2013-2014; 2016-presente          |                                           |
| Joan Smalls         | Puerto Rico    | 2011-2016                         |                                           |
| Barbara Fialho      | Brasil         | 2012-presente                     |                                           |
| Shanina Shaik       | Australia      | 2011-2012; 2014-2015, 2018        |                                           |
| Jasmine Tookes      | Estados Unidos | 2012-presente                     |                                           |
| Daniela Braga       | Brasil         | 2014-2017                         | Primer desfile                            |
| Lais Ribeiro        | Brasil         | 2010-2011; 2013-presente          |                                           |

### Segmento 4: University of Pink
| Artista       | Canción                                     | Notas                |
| ------------- | ------------------------------------------- | -------------------- |
| Ariana Grande | Love Me Harder Bang Bang Break Free Problem | Actuación en directo |

| Modelos             | Modelos        | Modelos         | Modelos                       |
| Nombre              | Nacionalidad   | Años en VS      | Notas                         |
| ------------------- | -------------- | --------------- | ----------------------------- |
| Elsa Hosk           | Suecia         | 2011-presente   | Portavoz de la sub-marca PINK |
| Jacquelyn Jablonski | Estados Unidos | 2010-2015       |                               |
| Grace Mahary        | Canadá         | 2014            | Primer desfile                |
| Ieva Lagūna         | Letonia        | 2011-2014       |                               |
| Josephine Skriver   | Dinamarca      | 2013-presente   |                               |
| Yumi Lambert        | Bélgica        | 2014-2015       | Primer desfile                |
| Bregje Heinen       | Países Bajos   | 2011-2012; 2014 |                               |
| Taylor Hill         | Estados Unidos | 2014-presente   | Primer desfile                |
| Imaan Hammam        | Países Bajos   | 2014            | Primer desfile                |
| Sara Sampaio        | Portugal       | 2013-presente   | Portavoz de la sub-marca PINK |
| Ming Xi             | China          | 2013-presente   |                               |
| Maud Welzen         | Países Bajos   | 2012; 2014-2015 |                               |
| Monika Jagaciak     | Polonia        | 2013-2015       |                               |

### Segmento 5: Fairy Tale
| Artista | Canción           | Notas                |
| ------- | ----------------- | -------------------- |
| Hozier  | Take me to church | Actuación en directo |

| Modelos           | Modelos        | Modelos                  | Modelos        |
| Nombre            | Nacionalidad   | Años en VS               | Notas          |
| ----------------- | -------------- | ------------------------ | -------------- |
| Candice Swanepoel | Sudáfrica      | 2007-2015; 2017-presente | Ángel          |
| Behati Prinsloo   | Namibia        | 2007-2015, 2018-presente | Ángel          |
| Jasmine Tookes    | Estados Unidos | 2012-presente            |                |
| Enikõ Mihalik     | Hungría        | 2009; 2014               |                |
| Lindsay Ellingson | Estados Unidos | 2007-2014                | Ángel          |
| Sui He            | China          | 2011-presente            |                |
| Stella Maxwell    | Bélgica        | 2014-presente            | Primer desfile |
| Lily Donaldson    | Reino Unido    | 2010-2016                |                |
| Barbara Fialho    | Brasil         | 2012-presente            |                |
| Devon Windsor     | Estados Unidos | 2013-presente            |                |
| Jourdan Dunn      | Reino Unido    | 2012-2014                |                |
| Elsa Hosk         | Suecia         | 2011-presente            |                |
| Izabel Goulart    | Brasil         | 2005-2016                | Ex-ángel       |

### Segment 6: Angel Ball
| Artista      | Canción | Notas                |
| ------------ | ------- | -------------------- |
| Taylor Swift | Style   | Actuación en directo |

| Modelos              | Modelos        | Modelos                           | Modelos        |
| Nombre               | Nacionalidad   | Años en VS                        | Notas          |
| -------------------- | -------------- | --------------------------------- | -------------- |
| Karlie Kloss         | Estados Unidos | 2011-2014; 2017                   | Ángel          |
| Joan Smalls          | Puerto Rico    | 2011-2016                         |                |
| Kate Grigorieva      | Rusia          | 2014-2016                         | Primer desfile |
| Lais Ribeiro         | Brasil         | 2010-2011; 2013-presente          |                |
| Isabeli Fontana      | Brasil         | 2003; 2005; 2007-2010; 2012; 2014 |                |
| Maria Borges         | Angola         | 2013-2017                         |                |
| Cindy Bruna          | Francia        | 2013-presente                     |                |
| Adriana Lima         | Brasil         | 1999-2008; 2010-2018              | Ángel          |
| Magdalena Frackowiak | Polonia        | 2010; 2012-2015                   |                |
| Sigrid Agren         | Francia        | 2013-2014                         |                |
| Lily Aldridge        | Estados Unidos | 2009-2017                         | Ángel          |
| Doutzen Kroes        | Países Bajos   | 2005-2006; 2008-2009; 2011-2014   | Ángel          |
| Constance Jablonski  | Francia        | 2010-2015                         |                |
| Martha Hunt          | Estados Unidos | 2013-presente                     |                |
| Behati Prinsloo      | Namibia        | 2007-2015, 2018-presente          | Ángel          |
| Alessandra Ambrosio  | Brasil         | 2000-2017                         | Ángel          |
| Candice Swanepoel    | Sudáfrica      | 2007-2015; 2017-presente          | Ángel          |

## Curiosidades
- El desfile de 2014 fue el primero que se celebró fuera de Estados Unidos desde que el show se emite en televisión.[1]
- Por primera vez en la historia de la firma, se presentaron dos modelos del icónico Fantasy Bra.[4]
- La modelo madrileña Blanca Padilla se convirtió en la cuarta española en desfilar para Victoria's Secret después de Esther Cañadas, Eugenia Silva y Clara Alonso.[5]
- La modelo namibia Behati Prinsloo abrió el desfile por primera vez.[6]
- Adriana Lima lució el Fantasy Bra por tercera vez en su carrera, mientras que para Alessandra Ambrosio fue la segunda.[7]
- Solamente 8 modelos de las 47 que desfilaron lucieron las alas de ángel que caracterizan a la firma. Las elegidas fueron Adriana Lima, Alessandra Ambrosio, Behati Prinsloo, Karlie Kloss, Candice Swanepoel, Doutzen Kroes, Lily Aldridge y Lindsat Ellingson.[8]
- Un total de 10 modelos de 7 nacionalidades distintas desfilaron por primera vez para Victoria's Secret.[9]
- Fue el último show donde se le dieron a las modelos 3 looks diferentes para modelar dentro del desfile.